# El pórtico de la gloria
El pórtico de la gloria es una película de drama española de 1953 dirigida por Rafael J. Salvia y protagonizada por José Mojica, Lina Rosales y Santiago Rivero.

## Elenco
- José Mojica como Padre José
- Lina Rosales como Alejandra / Pilar
- Santiago Rivero como Don Marcial
- Lola Herrera como Manolita
- José Sepúlveda como Butrón
- Rosa Palomar como Doncella
- Ricardo Turia como Chófer
- Pilar Gómez Ferrer como Tía Encarna
- Mercedes Cora como Taquillera
- Aníbal Vela
- Salvador Soler Marí
- Isabel Herrera como Luz
- Delia Luna
- Joaquín Burgos
- Francisco Bernal
- Mateo Guitart
- Luis Rivera
- Paquito Amor como Felipín